# Judith Leiber
Judith Leiber (nacida como Judith Peto; Budapest, Hungría; 11 de enero de 1921-Springs, Nueva York, Estados Unidos; 28 de abril de 2018) fue una diseñadora de moda y empresaria estadounidense de origen húngaro.

## Biografía
Nació como Judith Peto en 1921 e hija de Helene, una ama de casa de origen vienés, y Emil, un bróker de mercancías. También tenía una hermana llamada Eva. Leiber fue enviada al King's College de Londres en 1938 por su familia para estudiar química para la industria de cosméticos, en la parte debido a que su padre pensó que ella estaría más segura en Londres en el caso de una guerra.
Regresó a Hungría antes del inicio de la Segunda Guerra Mundial, donde gracias a conexiones familiares, obtuvo una pasantía en una compañía de fábrica de carteras para damas, donde aprendió a cortar y moldear cuero, elaborar patrones, enmarcar y coser bolsas de mano. Llegó a ser la primera mujer graduada de maestra en marroquinería y la primera mujer en unirse al gremio húngaro de fabricantes de bolsas de mano en Budapest.
Evitó la persecución nazi cuando ella y su familia se salvaron del Holocausto en la Segunda Guerra Mundial al mudarse a una casa separada para ciudadanos suizos, cuando su padre, un judío austrohúngaro, fue capaz de obtener un schutzpass suizo, un documento que da al portador paso seguro hasta territorio helvético. Este pase se encuentra a la vista en el Museo de Holocausto en Washington D. C. En aquel piso donde Leiber sobrevivió la guerra, vivieron 26 personas.
En diciembre de 1944, aquellos que vivían en el apartamento fueron llevados a uno de los guetos administrados por los nazis húngaros. Después de la liberación de Hungría por el Ejército Rojo, la familia de Leiber se mudó a un sótano con 60 otras personas. En 1946, se casó con Gerson Gus Lieber, un sargento en el Ejército de Estados Unidos que servía en Europa Oriental, y a quien conoció mientras ella manufacturaba bolsas de mano para las secretarias de la legación americana en Budapest, y se mudaron a Nueva York en 1947. Su marido es un pintor expresionista abstracto, miembro de la Academia Nacional de Diseño, con algunos de sus trabajos exhibidos en el Museo de Filadelfia de Arte, el Museo Smithsonian, el Museo de Israel en Jerusalén, y otras instituciones.

### Carrera de moda
Después de trabajar como diseñadora de bolsas de mano para otras compañías, Leiber fundó su propio negocio en 1963. 
Leiber es famosa por sus minaudières de brillantes, bolsas de fiesta elaboradas sobre de una armazón de metal a menudo incrustada con cristales de Swarovski, plateada con plata u oro y con varias formas, como cerdos bebés, trozos de sandía, cupcakes, pavos reales, pingüinos, y culebras. Vendidas en boutiques exclusivas alrededor del mundo, sus monederos pueden costar hasta varios miles de dólares y se han convertido en un símbolo de estatus para muchas mujeres, incluyendo varias primeras damas de Estados Unidos, a las cuales se las ha dado como presente, desde Mamie Eisenhower hasta Barbara Bush y Hillary Clinton. Los animales son un tema recurrente en sus diseños, y a menudo los monederos más caros de la colección, que suelen ser algunas minaudières con formas animales, han llegado a ser vendidas por encima de 7000 dólares. Se han convertido en un símbolo de moda, siendo colecionadas por mujeres ricas. Bernice Norman, una dealer de arte en Nueva Orleans, posee unas 300 de las bolsas de mano de Leiber.
En 1994, recibió un Premio a la Trayectoria por parte del Consejo de Diseñadores de Moda de Estados Unidos. Los ejemplos clásicos de su trabajo pueden ser encontrados en las colecciones permanentes del Smithsonian en Washington D. C., el Museo Metropolitano de Arte en Nueva York, y en el Museo de Victoria y Alberto en Londres. El Museo de Arte Taubman en Roanoke, Virginia, ha tenido una galería con muestras de su trabajo desde 2008. Leiber se retiró en 1998. En septiembre de 2008, estaba valorada como la marca de bolsas para mujeres de lujo, de acuerdo al Instituto del Lujo. En 2010, Leiber recibió un Premio a la Mujer Visionaria por parte del Moore College of Design and Art.
Recientemente, Leiber ha empezado a recomprar sus monederos para tenerles todos exhibidos en un museo, el Museo Leiber, localizado en Long Island, el cual está siendo preparando y comisariando.

## En los medios de comunicación
Una minaudière en forma de cupcake Judith Leiber apareció en el largometraje Sex and the City.
Una biografía de Leiber y su marido, el artista modernista Gerson Leiber, fue publicada en 2010. Titulada No Mere Bagatelles, fue escrita por Jeffrey Sussman,  quien además ha escrito el catáologo de las exposiciones del Museo Leiber. 
En el 2005 BARBIE collector lanza al mercado la muñeca oficial y ultra exclusiva platinum label JUDITH LEIBER BARBIE doll, la cual luce un increíble vestido en tonos cafés y brillos cobres , totalmente una diva del glamur en la alfombra roja , un peinado impecable , sandalias altas , joyas a juego y por supuesto su increíble clutch JUDITH LEIBER con brillantes en color dorado y asas de cadenas muy refinado prácticamente una joya , solamente se crearon 999 en todo el mundo. 
La muñeca es considerada una verdadera joya en el mundo del coleccionismo ya que su valor bordea los $1000 us dólares y va aumentado con el tiempo.   

## Tiendas
Las boutiques Judith Leiber son exclusivas, al encontrarse solo cuatro en el mundo. Están localizadas en Nueva Delhi, Yakarta, Singapur y Kuala Lumpur. Aun así, algunos artículos de su colección se encuentran disponibles en tiendas de moda de alto nivel como Neiman Marcus, Harvey Nichols, Lane Crawford, Holt Renfrew y Harrods.